# جون دافنبورت (سياسي)
جون دافنبورت هو قاضي وسياسي أمريكي، ولد في 9 يناير 1788 في وينشستر في الولايات المتحدة، وتوفي في 18 يوليو 1855 في وودزفيلد في الولايات المتحدة. نشط حزبياً في الحزب الوطني الجمهوري ‏. وقد انتخب عضو مجلس نواب أوهايو ‏ وانتخب عضو مجلس النواب الأمريكي ‏.